# Onthophagus necessarius
Onthophagus necessarius es una especie de insecto del género Onthophagus, familia Scarabaeidae, orden Coleoptera.

## Historia
Fue descrita científicamente por Reitter en 1892.